# Шендерівська сільська рада (Чернівецький район)
Шендерівська сільська рада — колишній орган місцевого самоврядування у Чернівецькому районі Вінницької області з центром у с. Шендерівка.

## Населені пункти
Сільській раді підпорядковані населені пункти:
- с. Шендерівка
- с. Дубина

## Склад ради
Рада складається з 15 депутатів та голови.